# Communauté de communes de la région de Frévent
La communauté de communes de la région de Frévent (CCRF ou 2CRF) est une ancienne communauté de communes française, située dans le département du Pas-de-Calais et la région Nord-Pas-de-Calais, arrondissement d'Arras.
Elle a fusionné avec d'autres pour créer le 1er janvier 2017 la communauté de communes du Ternois.

## Histoire
La petite intercommunalité, qui succède à un SIVOM, a été créée par un arrêté préfectoral du 31 décembre 1998 qui a pris effet le 1er janvier 1999.
Dans le cadre des dispositions de la loi portant nouvelle organisation territoriale de la République (Loi NOTRe) du 7 août 2015, qui prévoit que les établissements publics de coopération intercommunale (EPCI) à fiscalité propre doivent avoir un minimum de 15 000 habitants, le préfet du Pas-de-Calais a publié le 12 octobre 2015 un projet de schéma départemental de coopération intercommunale qui prévoyait diverses fusion d'intercommunalité. À l'initiative des intercommunalités concernées, la Commission départementale de coopération intercommunale (CDCI) adopte le 26 février 2016 un amendement à ce projet, proposant la fusion de : 

- la communauté de communes de l'Auxillois, regroupant 16 communes dont une de la Somme et 5 217 habitants ;

- la communauté de communes de la Région de Frévent, regroupant 12 communes et 6 567 habitants ;

- de la communauté de communes des Vertes Collines du Saint-Polois, regroupant 58 communes et 19 585 habitants

- de la communauté de communes du Pernois, regroupant 18 communes et 7 114 habitants. Le schéma, intégrant notamment cette évolution, est approuvé par un arrêté préfectoral du 30 mars 2016,, et le conseil communautaire du 10 novembre 2016 approuve à l'unanimité le SDCI et donc la fusion.
La communauté de communes du Ternois qui en résulte est créée par un arrêté préfectoral du 30 août 2016 qui a pris effet le 1er janvier 2017.

## Territoire communautaire

### Composition
La communauté de communes était composée en 2016 par les 12 communes suivantes :
| Nom                | Code Insee | Gentilé      | Superficie (km2) | Population (dernière pop. légale) | Densité (hab./km2) |
| ------------------ | ---------- | ------------ | ---------------- | --------------------------------- | ------------------ |
| Frévent (siège)    | 62361      | Fréventins   | 15,23            | 3 632 (2014)                      | 238                |
| Aubrometz          | 62047      | Aubromessins | 2,72             | 151 (2014)                        | 56                 |
| Bonnières          | 62154      | Bonnièrois   | 27,16            | 657 (2014)                        | 24                 |
| Boubers-sur-Canche | 62158      | Boubérois    | 9,23             | 612 (2014)                        | 66                 |
| Bouret-sur-Canche  | 62163      | Bouretiens   | 4,87             | 256 (2014)                        | 53                 |
| Canteleux          | 62210      | Cantelesiens | 3,40             | 16 (2014)                         | 4,7                |
| Conchy-sur-Canche  | 62234      | Conchiaquois | 9,83             | 202 (2014)                        | 21                 |
| Fortel-en-Artois   | 62346      | Fortelois    | 5,89             | 216 (2014)                        | 37                 |
| Ligny-sur-Canche   | 62513      | Lignysiens   | 7,17             | 175 (2014)                        | 24                 |
| Monchel-sur-Canche | 62577      | Monchelois   | 5,06             | 91 (2014)                         | 18                 |
| Nuncq-Hautecôte    | 62631      | Nuncquois    | 6,64             | 433 (2014)                        | 65                 |
| Vacquerie-le-Boucq | 62833      | Vacariais    | 3,30             | 93 (2014)                         | 28                 |

### Démographie
| 1968  | 1975  | 1982  | 1990  | 1999  | 2008  | 2013  |
| ----- | ----- | ----- | ----- | ----- | ----- | ----- |
| 7 433 | 7 156 | 6 946 | 6 895 | 6 647 | 6 519 | 6 538 |

## Organisation

### Siège
L'intercommunalité avait son siège à Frévent, 10 rue d'Hesdin.

### Élus
La communauté d'agglomération était administrée par son Conseil communautaire, composé, en 2014, de 36 conseillers municipaux représentant les communes membres, sensiblement en fonction de leur population.
Le Conseil communautaire du 17 avril 2014 a réélu son président, Jean-Luc Faÿ, Maire de Bonnières et ses trois vice-présidents pour le mandat 2014-2016 : 
1. Jean-François Théret, chargé des affaires générales, les finances, le développement économique et les enjeux territoriaux ;
2. Tony Ramon chargé de la piscine et  de la politique sportive de la communauté de communes ;
3. Robert Derolez, chargé de la jeunesse, de la culture, des nouvelles technologies, du service à la population et de  la communication[12],[13].

### Liste des présidents
| Période                                  | Période       | Identité            | Étiquette | Qualité                                                                                       |
| ---------------------------------------- | ------------- | ------------------- | --------- | --------------------------------------------------------------------------------------------- |
| Les données manquantes sont à compléter. |               |                     |           |                                                                                               |
| avant 2001                               | 2005          | M. Luce Hoguet      |           | Maire-adjoint de Frévent (1971 → ? ) Décédé en fonction                                       |
| avril 2005                               | 2008          | M. Dominique Coquet |           | Maire de Conchy-sur-Canche (1995 → )                                                          |
| avril 2008                               | décembre 2016 | Jean-Luc Fay,       |           | Maire de Bonnières (2001 → ) Vice-président de la Communauté de communes du Ternois (2017 → ) |

### Compétences
L'intercommunalité exerçait les compétences qui lui avaient été transférées par les communes membres, dans les conditions fixées par le code général des collectivités territoriales.

### Régime fiscal et budget
La Communauté de communes était un établissement public de coopération intercommunale à fiscalité propre.
Afin de financer l'exercice de ses compétences, l'intercommunalité percevait la fiscalité professionnelle unique (FPU) – qui a succédé à la taxe professionnelle unique (TPU) – et assure une péréquation de ressources entre les communes résidentielles et celles dotées de zones d'activité.
Elle percevait également  en 2016 une dotation globale de fonctionnement bonifiée, et collectait la taxe d'enlèvement des ordures ménagères (TEOM), qui assurait le fonctionnement de ce service public.

## Réalisations
L'intercommunalité a mis en place une pépinière d'entreprises à Frévent, dont la gestion était assurée depuis 2003 par l'organisme BGE Hauts de France. Celle-ci a accueilli en 2013 cinq entreprises.

## Pour approfondir